# Zonosaurus maramaintso
Zonosaurus maramaintso är en ödleart som beskrevs av den brittiske herpetologen Christopher John Raxworthy, den amerikanske herpetologen Ronald Archie Nussbaum och Achille P. Raselimanana. Zonosaurus maramaintso ingår i släktet Zonosaurus, och familjen sköldödlor. IUCN kategoriserar arten globalt som otillräckligt studerad. Inga underarter finns listade.

## Utbredning
Zonosaurus maramaintso förekommer endemiskt på Madagaskar, där den hittats på västra sidan av ön.